# Берёзовское (озеро, Ушачский район)
Берёзовское (бел. Бяро́заўскае; другое название — Берёзовое, бел. Бяро́завае) — озеро в Ушачском районе Витебской области Белоруссии. Относится к бассейну реки Туровлянка. Принадлежит к группе Ушачских озёр.

## Описание
Озеро Берёзовское находится в 23 км к востоку от городского посёлка Ушачи, рядом с деревней Берёзово.
Площадь поверхности водоёма составляет 4,9 км², длина — 4,1 км, наибольшая ширина — 1,5 км. Длина береговой линии — 12 км. Наибольшая глубина озера составляет 3,9 м, средняя — 2,5 м. Объём воды — 12,65 млн м³. Площадь водосбора — 458 км².
Котловина озера имеет овальную форму и вытянута с северо-запада на юго-восток. Склоны высотой 3—5 м, пологие. Западный и юго-западный склоны распаханы, восточный покрыт лесом и кустарником. Береговая линия слабоизвилистая. Берега низкие, местами заболоченные и сплавинные. Мелководье широкое, песчаное. Глубже дно плоское, покрытое слоем кремнезёмистого сапропеля мощностью до 4 м.
Через Берёзовское протекает река Дива. Выше по её течению располагается озеро Туросы, ниже — Паульское. Озеро Берёзовское соединяется с озером Глыбач посредством ручья и с озёрами Красное и Сосенка посредством канала.
Минерализация воды составляет 250 мг/л, прозрачность — 1,2 м. Водоём подвержен эвтрофикации и зарастает вдоль берегов, ширина полосы растительности составляет до 200 м.
В озере водятся лещ, окунь, щука, карась, плотва и другие виды рыб, а также раки.
По берегам озера встречается пальчатокоренник балтийский, занесённый в Красную книгу Белоруссии.